# Gloeocystidiellum zawitense
Gloeocystidiellum zawitense är en svampart som beskrevs av S.S. Rattan, Abdullah & Ismail 1978. Gloeocystidiellum zawitense ingår i släktet Gloeocystidiellum och familjen Stereaceae.   Inga underarter finns listade i Catalogue of Life.